# Rue aux Ours (Rouen)
Pour les articles homonymes, voir Rue aux Ours.
La rue aux Ours est une voie publique de la commune française de Rouen.

## Situation et accès
La rue aux Ours actuelle se compose de l’ancienne rue aux Ours, rue des Maîtresses, rue Saint-André. En 1794, la rue est prolongée par la rue Saint-André ou de la Porte-aux-Fèvres. En 1860, elle est coupée par la rue Jeanne-d'Arc.
Elle est parallèle à la rue du Gros-Horloge, elle relie la rue de la Vicomté à la place de la Cathédrale.
Rues adjacentes
- Rue de la Vicomté
- Rue Nicole-Oresme
- Rue Jeanne-d'Arc
- Rue des Vergetiers
- Rue Camille-Saint-Saëns
- Rue de la Champmeslé
- Rue Grand-Pont

## Origine du nom
Le nom de la rue aux Ours est mentionné sous les formes rue aux Oues en 1433, rue aux Oysons  en 1574  et rue aux Ouës en 1770.
L'élément ours résulte d'une altération du mot de l'ancien français oes, oues « oies », pluriel de oe, oue « oie »,, issu du bas latin auca « oie » par évolution phonétique régulière. Or, le nom commun oue, peu audible et concurrencé par des homophones, a été remplacé par oie, sans doute par influence du oi- du terme oiseau, ce qui a provoqué la disparition du mot oue qui n'était plus compris. L'altération oue > ours est mal éclaircie. On la constate également dans le nom de la rue aux Ours à Paris et dans celui de la rue aux Ours à Metz. Peut-être est-ce lié au fait que ni le normand ni le français populaire ne prononçaient le -r final des noms communs terminés par cette consonne, d'où cet ajout d'un -r postiche. Le même phénomène a affecté le mot oie dans le parler populaire rouennais, où une oie se dit une oir, féminin une oiresse. cf. aussi à ce titre la prononciation traditionnelle des toponymes en -fleur (Harfleur, Honfleur, etc.), appellatif toponymique issu de l'ancien normand fleu « cours d'eau, rivière ».
C'est par corruption que la place aux Oies a donné son nom à la rue.

## Historique
Suivant la légende, un duel judiciaire a eu lieu sur la place du marché, dû à des rumeurs, en 1047 entre le sieur du Plessis et Jean, comte de Tancarville. Le sieur du Plessis étant mort lors de ce combat, ses biens ont été dévolus à la construction sur la place d'une chapelle dédiée à saint Victor, le patron des vainqueurs. 
En 1562, on raconte qu'un miracle eut lieu alors que les calvinistes s'étaient emparés de Rouen et y commirent d'importants excès notamment sur les biens des églises. Les chanoines ont préféré allumer un grand feu sur la place aux Oies et y auraient jeté les reliques saintes de Cande, mais, au moment où elles prirent feu, les flammes se retirèrent. Ces événements extraordinaires encouragèrent le pape en 1588 à renommer la chapelle Saint-Victor en église Saint-Cande-le-Jeune.
Durant la Révolution française et plus précisément la Terreur, M. Roland, ministre de l'Intérieur en 1792, se réfugia avec sa femme dans une maison de la rue aux Ours ; on[Qui ?] raconte que de sa fenêtre, durant un épisode de Terreur, Mme Roland aurait crié : « Ô liberté, que de crimes on commet en ton nom ! » Ils sont tous deux morts en novembre 1793.
En 1862, des squelettes ont été découverts sous la base de la voie romaine. 
En 1944, les bombardements ont provoqué destructions et incendies qui ont touché la partie sud de la rue : de nombreux immeubles du XVIIe et XVIIIe siècles sont démolis, dont la maison natale du compositeur François-Adrien Boieldieu. Elle fut reconstruite pendant les années 1950 , des rénovations de la voirie ayant été réclamées par les commerçants dès 1940. La chaussée est repavée en 1953.
Un arrêté du 10 mai 1954 prescrit la numérotation actuelle des maisons.

## Bâtiments remarquables et lieux de mémoire
- Le peintre rouennais Jean Bréant a vécu dans cette rue.
- L'architecte Rodolphe Dussaux y est né en 1906.
- no 24-26 : église Saint-Cande-le-Jeune (vestiges) et hôtel Asselin, inscrits (1954)[7].
- no 24 : fontaine Saint-Cande, classée (1939)[8].
- no 34 : ancien siège de la banque Le Couteulx.
- no 37 : immeuble, inscrit (1959)[9].
- no 39 : immeuble, inscrit (1939)[10].
- no 41-43 : immeuble, inscrit (1959)[11].
- no 45 : immeuble, inscrit (1959)[12].
- no 46 : maison natale de Pierre Louis Dulong (1785-1838), chimiste et physicien.
- no 48 :  Le chimiste Pierre Louis Dulong y est né en 1785. L'immeuble est inscrit (1962)[13].
- no 49-51 : immeuble, inscrit (1959)[14].
- no 57 : immeuble, inscrit (1946)[15].
- no 61 : emplacement de la maison natale (détruite) de François-Adrien Boieldieu (1775-1834), compositeur.